# Wilhelm Stekel
Wilhelm Stekel (Boian, Bucovina, atualmente parte da Ucrânia, 18 de março de 1868 — Londres, 25 de junho de 1940) foi um psiquiatra austríaco.
Um dos primeiros seguidores de Sigmund Freud, foi  descrito como o seu mais notável discípulo, "com um talento natural para descobrir  material recalcado." Juntamente com Freud, fundou a primeira sociedade psicanalítica. Posteriormente Stekel se afasta de seu mestre. Em novembro de 1912, Freud anunciaria que Stekel iria "seguir seu próprio caminho".

## Biografia
Segundo Freud, conseguia fechar  rapidamente o quadro de um paciente. Ao mesmo tempo, desprezava por completo nomenclaturas, linguagens técnicas e pouco se preocupava em provar o que apontava em seus pacientes. Sua obra contém uma coleção de casos clínicos contados em  linguagem simples, sendo quase romanceados, e é perceptível a grande influência de Dostoiévski sobre sua escrita.
Colaborou com uma coleção de símbolos oníricos, levando Freud a editar mais uma vez sua obra A Interpretação dos Sonhos em 1911.
Sua morte continua sendo um mistério. Oficialmente afirmam que Stekel, paranóico, teria cometido suicídio em 1940. Mas essa versão é pouco provável.
Seus trabalhos foram traduzidos em várias línguas. Atos Impulsivos e Estados Nervosos de Angústia são grandes clássicos da Psicologia.

## Obras
- Atos Impulsivos
- Onanismo e Homossexualidade
- A Impotência no Homem
- A Mulher Frígida
- Cartas a uma mãe
- A Educação dos Pais
- O Matrimônio Moderno
- Sadismo e Masoquismo
- A Linguagem dos Sonhos
- Estados Nervosos de Angústia
- A vontade de viver